# Argalista micans
Argalista micans är en snäckart som beskrevs av Powell 1931. Argalista micans ingår i släktet Argalista och familjen turbinsnäckor. Inga underarter finns listade i Catalogue of Life.